# Spinogryllus
Spinogryllus is een geslacht van rechtvleugeligen uit de familie krekels (Gryllidae). De wetenschappelijke naam van dit geslacht is voor het eerst geldig gepubliceerd in 1993 door Vasanth.

## Soorten
Het geslacht Spinogryllus  is monotypisch en omvat slechts de volgende soort:
- Spinogryllus meghalayanus (Vasanth, 1993)